# Hans Heimart Ferdinand von Linsingen
Hans Heimart Ferdinand von Linsingen (12 tháng 3 năm 1818 tại Lüneburg – 19 tháng 7 năm 1894 tại Dessau) là một Thiếu tướng quân đội Phổ, đã từng tham gia cuộc Chiến tranh Bảy tuần với Áo năm 1866 và cuộc Chiến tranh Pháp-Đức các năm 1870 – 1871.

## Tiểu sử

### Thân thế
Hans Heimart Ferdinand sinh vào tháng 3 năm 1818 ở Lüneburg, là con trai của Trung tướng Hannover Georg Karl Friedrich von Linsingen (21 tháng 1 năm 1792 tại Lüneburg – 17 tháng 4 năm 1870 tại Göttingen) với người vợ của ông này là bà Sophie Charlotte Wilhelmine, nhũ danh Vogler (6 tháng 11 năm 1799 tại Wischhof – 22 tháng 1 năm 1848 tại Göttingen). Người em trai của ông, Ernst Wilhelm von Linsingen (1821 – 1895), cũng trở thành Thiếu tướng Phổ về sau này.

### Sự nghiệp quân sự
Thuở trẻ, Linsingen đi học tại các trường Trung học Chính quy (Gymnasium) ở Minden và Hildesheim. Sau đó, vào ngày 1 tháng 12 năm 1833, ông nhập ngũ quân đội Hannover với vai trò là một thiếu sinh quân trong Trung đoàn Bộ binh số 3. Phục vụ được một thời gian ngắn, ông gia nhập quân đội Phổ vào ngày 17 tháng 5 năm 1834 và được sung vào Trung đoàn Bộ binh số 20 với tư cách là lính pháo thủ. Trong đơn vị này, Linsingen đã được phong cấp hàm Chuẩn úy vào năm 1836, rồi được lên chức Thiếu úy vào tháng 2 năm 1837. Với cấp bậc này, 11 năm sau đó, ông đã tham gia các trận đánh ở Schleswig và Düppel trong cuộc Chiến tranh Schleswig-Holstein (1848 – 1841) với Đan Mạch. Vào tháng 3 năm 1849, Linsingen gia nhập Tiểu đoàn I của Trung đoàn Dân binh số 20 với chức vụ sĩ quan phụ tá và được phong một chức Đại đội trưởng trong Tiểu đoàn III vào tháng 6 năm 1850. Trong đơn vị này, ông được thăng cấp bậc Trung úy vào ngày 19 tháng 6 năm 1851 rồi lên hàm Đại úy ba năm sau đó. Tiếp theo đó, Linsingen được bổ nhiệm làm Đại đội trưởng trong Trung đoàn Bộ binh số 29 vào ngày 17 tháng 11 năm 1857, trước khi ông được đổi sang Trung đoàn Bộ binh số 69 vào ngày 1 tháng 7 năm 1860 và tại đây, ông được lên cấp hàm Thiếu tá vào ngày 13 tháng 11 năm 1860. Với cấp bậc này, Linsingen lãnh chức Tiểu đoàn trưởng Tiểu đoàn I vào ngày 9 tháng 6 năm 1863 và trên cương vị này, ông được thăng cấp bậc Thượng tá vào ngày 8 tháng 6 năm 1866. Dưới sự chỉ huy của ông, Tiểu đoàn I đã tham gia chiến đấu các trận đánh ở Münchengrätz vào ngày 29 tháng 6 và Königgrätz-Sadowa vào ngày 3 tháng 7 – một thắng lợi quyết định đến kết quả của cuộc Chiến tranh Bảy tuần với Áo năm 1866.
Gần hai năm sau, vào ngày 8 tháng 2 năm 1868, dưới danh hiệu à la suite, Thượng tá Linsingen được giao tạm quyền chỉ huy Trung đoàn Bộ binh số 67. Đến ngày 22 tháng 3 năm 1868, ông được lên cấp hàm Đại tá, đồng thời được thụ phong Trung đoàn trưởng. Vào ngày 17 tháng 6 năm 1869, ông thôi chức chỉ huy trung đoàn này và được đổi làm Chỉ huy trưởng Trung đoàn Bộ binh Cận vệ số 3. Trong Chiến dịch tấn công Pháp của liên quân Phổ-Đức các năm 1870 – 1871, Linsingen đã điều động trung đoàn của mình tham gia trận Gravelotte đẫm máu vào ngày 18 tháng 8, ở đây ông bị thương và được tặng thưởng Huân chương Thập tự Sắt hạng II. Trong diễn tiến kế tiếp của cuộc chiến, Linsingen là Tư lệnh tạm quyền (Führer) của Lữ đoàn Bộ binh Cận vệ số 3 trong một thời gian ngắn từ ngày 23 tháng 8 cho đến ngày 19 tháng 10 năm 1870. Ông đã tham chiến trong các trận đánh ở Beaumont ngày 30 tháng 8, Sedan đầu tháng 9, Le Bourget cuối tháng 10 năm 1870, Dagny và Pont-Iblon, cũng như trong cuộc vây hãm thủ đô Pháp (1870 – 1871). Sau khi cuộc chiến tranh chấm dứt với đại thắng của Phổ và đồng minh, ông được trao tặng Huân chương Thập tự Sắt hạng I vì những cống hiến của mình, được phong danh hiệu à la suite của trung đoàn mình vào ngày 4 tháng 7 năm 1872 và được nhậm chức Lữ đoàn trưởng Lữ đoàn Bộ binh số 12. Trên cương vị này, ông được thăng cấp Thiếu tướng vào ngày 22 tháng 3 năm 1873. Năm sau (1874), vào ngày 15 tháng 10, Linsingen xuất ngũ (zur Disposition, rời ngũ nhưng sẽ được động viên khi có chiến tranh), đồng thời được phong thưởng Huân chương Đại bàng Đỏ hạng II đính kèm Bó sồi.
Linsingen là Hiệp sĩ Công lý (Rechtsritter) Huân chương Thánh Johann. Vào tháng 7 năm 1894, ông từ trần ở Dessau.

### Gia đình
Vào ngày 27 tháng 1 năm 1848, tại Brandenburg an der Havel, Linsingen thành hôn với bà Marie Luise Therese Maurer (26 tháng 8 năm 1824 tại Brandenburg – 3 tháng 2 năm 1868 tại Kleinhof). Sau khi bà này qua đời, ông kết hôn với Johanna von Wülknitz (5 tháng 3 năm 1846 tại Trier – 21 tháng 10 năm 1904 tại Dessau) vào ngày 3 tháng 7 năm 1869.